# Конформная группа
Конформная группа пространства — это группа преобразований пространства в себя с сохранением углов. Более формально, это группа преобразований, сохраняющая конформную геометрию пространства.
Некоторые конкретные конформные группы особенно важны:
- Конформная ортогональная группа. Если V — векторное пространство с квадратичной формой Q, то конформная ортогональная группа {\displaystyle \mathrm {CO} (V,Q)} является группой линейных преобразований T пространства V, таких что для каждого x из V существует скаляр {\displaystyle \lambda }, такой что
{\displaystyle Q(Tx)=\lambda ^{2}Q(x)}
Для знакоопределённой квадратичной формы (то есть либо положительно определённой, либо отрицательно определённой) конформная ортогональная группа равна ортогональной группе, умноженной на группу растяжений.

- Конформная группа сферы, порождённая инверсиями относительно окружностей. Эта группа известна также как группа Мёбиуса.
- В евклидовом пространстве {\displaystyle \mathbf {E} ^{n}}, n > 2, конформная группа порождается инверсиями относительно гиперсфер.
- В псевдоевклидовом пространстве {\displaystyle \mathbf {E} ^{p,q}} конформной группой является {\displaystyle \mathrm {Conf} (p,q)\simeq \mathrm {O} (p+1,q+1)/\mathbb {Z} _{2}}[1].

Все конформные группы являются группами Ли.

## Анализ углов
В евклидовой геометрии можно ожидать, что характеристикой будет стандартный угол, но в псевдоевклидовом пространстве существует также гиперболический угол. В специальной теории относительности различные точки отсчёта изменения скорости по отношению к другим точкам отсчёта, связаны с быстротой, гиперболическим углом. Один из способов описать лоренцев буст — гиперболическое вращение, которое сохраняет разность углов между быстротами. Таким образом, они являются конформными преобразованиями по отношению к гиперболическим углам.
Один из подходов к описанию подходящей конформной группы — имитация группы Мёбиуса как конформной группы обычной комплексной плоскости. Псевдоевклидова геометрия соответствует альтернативным комплексными плоскостями, где точками являются расщепляемые комплексные числа или двойные числа вместо обычных комплексных чисел. Точно как группа Мёбиуса требует для полного описания сферу Римана, компактное пространство, так же альтернативные комплексные плоскости требуют для полного описания компактифации конформного отображения. В каждом из случаев конформная группа задаётся дробно-линейными преобразованиями на подходящей плоскости.

## Конформная группа пространства-времени
В 1908 году Гарри Бейтмен и Эбенезер Каннингем, два молодых исследователя из Ливерпульского университета огласили идею конформной группы пространства-времени (теперь обычно обозначаемую как {\displaystyle C(1,3)}). Они утверждали, что кинематические группы конформны, поскольку они сохраняют квадратичную форму пространства-времени и тем самым родственны ортогональным преобразованиям, рассматриваемым как изотропная квадратичная форма. Свободы электромагнитного поля не продолжаются на кинематические движения, а требуют только быть локально пропорциональными преобразованиям, сохраняющим квадратичную форму. В статье Гарри Бейтмен в 1910 году изучает матрицу Якоби преобразования, которое сохраняет световой конус и показывает, что преобразование имеет свойство конформности. Бейтмен и Каннингем показали, что эта конформная группа является «наибольшей группой преобразований, оставляющих уравнения Максвелла структурно инвариантными».
Исаак Моисеевич Яглом внёс вклад в математику пространства-времени, рассмотрев конформные преобразования в двойных числах. Поскольку двойные числа обладают свойствами кольца, но не поля, дробно-линейные преобразования требуют от проективной прямой над кольцом быть биективным отображением.
Традиционно, следуя статье Людвика Зильберштейна (1914), для представления группы Лоренца используется кольцо бикватернионов. Для конформной группы пространства-времени достаточно рассматривать дробно-линейные преобразования на проективной прямой над этим кольцом. Элементы конформной группы пространства-времени названы Бейтменом сферическим преобразованием волны. Конкретное изучение квадратичной формы пространства-времени вобрала в себя сферическая Геометрия Ли.